# Pristimantis juanchoi
Espèce
Synonymes
- Eleutherodactylus juanchoi Lynch, 1996

Statut de conservation UICN

 VU  : Vulnérable
Pristimantis juanchoi est une espèce d'amphibiens de la famille des Craugastoridae.

## Répartition
Cette espèce est endémique du versant Ouest de la cordillère Occidentale en Colombie. Elle se rencontre entre 1 960 et 2 090 m d'altitude dans les départements de Valle del Cauca, de Cauca et de Risaralda.

## Description
Les mâles mesurent de 18,1 à 23,0 mm et les femelles de 24,2 à 28,3 mm

## Étymologie
Cette espèce est nommée en l'honneur de Juancho Castro.

## Publication originale
- Lynch, 1996 : New frogs of the genus Eleutherodactylus (family Leptodactylidae) from the San Antonio region of the Colombian Cordillera Occidental. Revista de la Academia Colombiana de Ciencias Exactas Fisicas y Naturales, vol. 20, no 77, p. 331-345 (texte intégral).